# Соріта-дель-Маестрасго

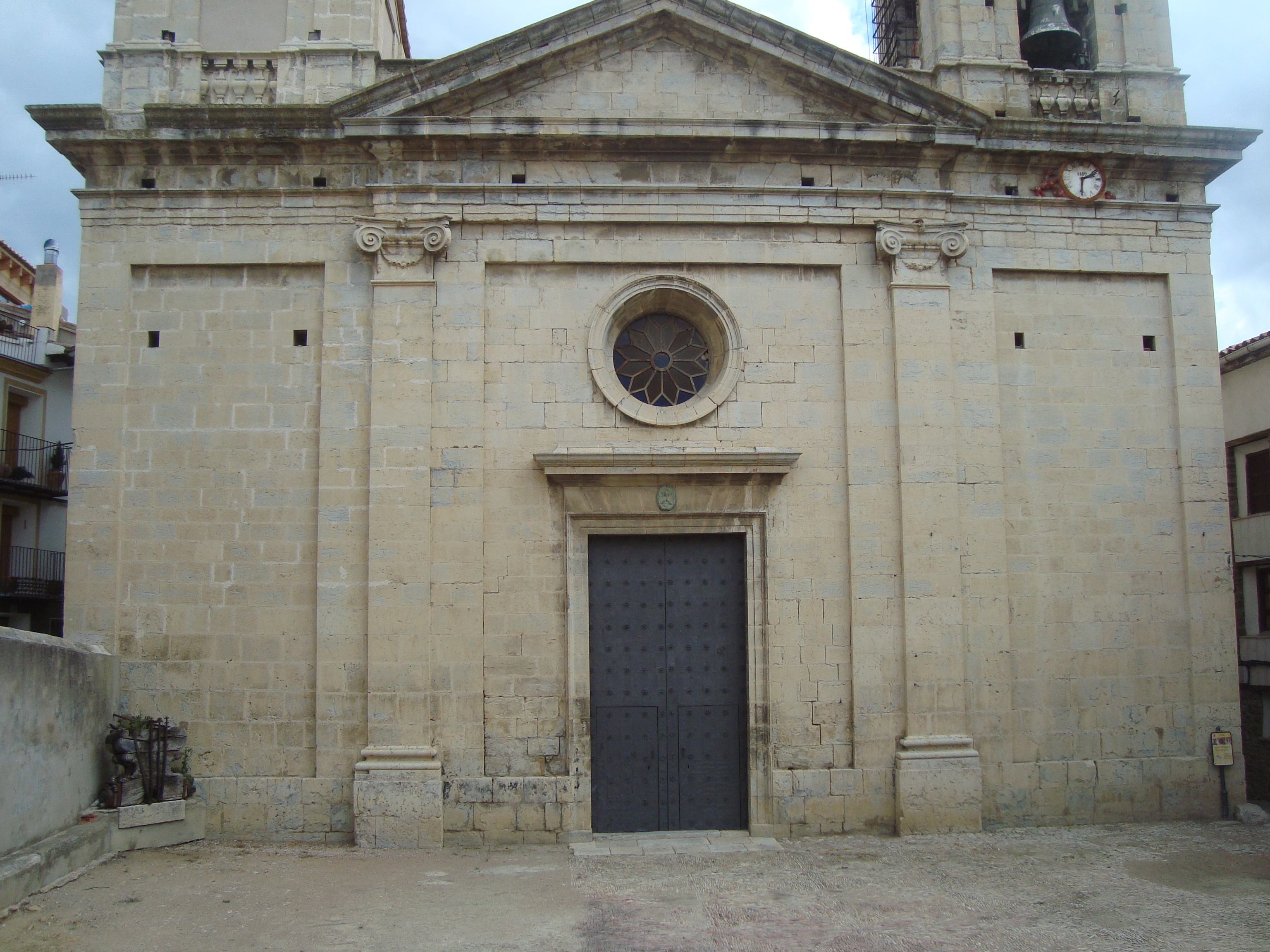
Sorita

Соріта-дель-Маестрасго, Соріта (ісп. Zorita del Maestrazgo (офіційна назва), валенс. Sorita) — муніципалітет в Іспанії, у складі автономної спільноти Валенсія, у провінції Кастельйон. Населення — 150 осіб (2010).

## Географія
Муніципалітет розташований на відстані близько 300 км на схід від Мадрида, 85 км на північ від міста Кастельйон-де-ла-Плана.

## Демографія

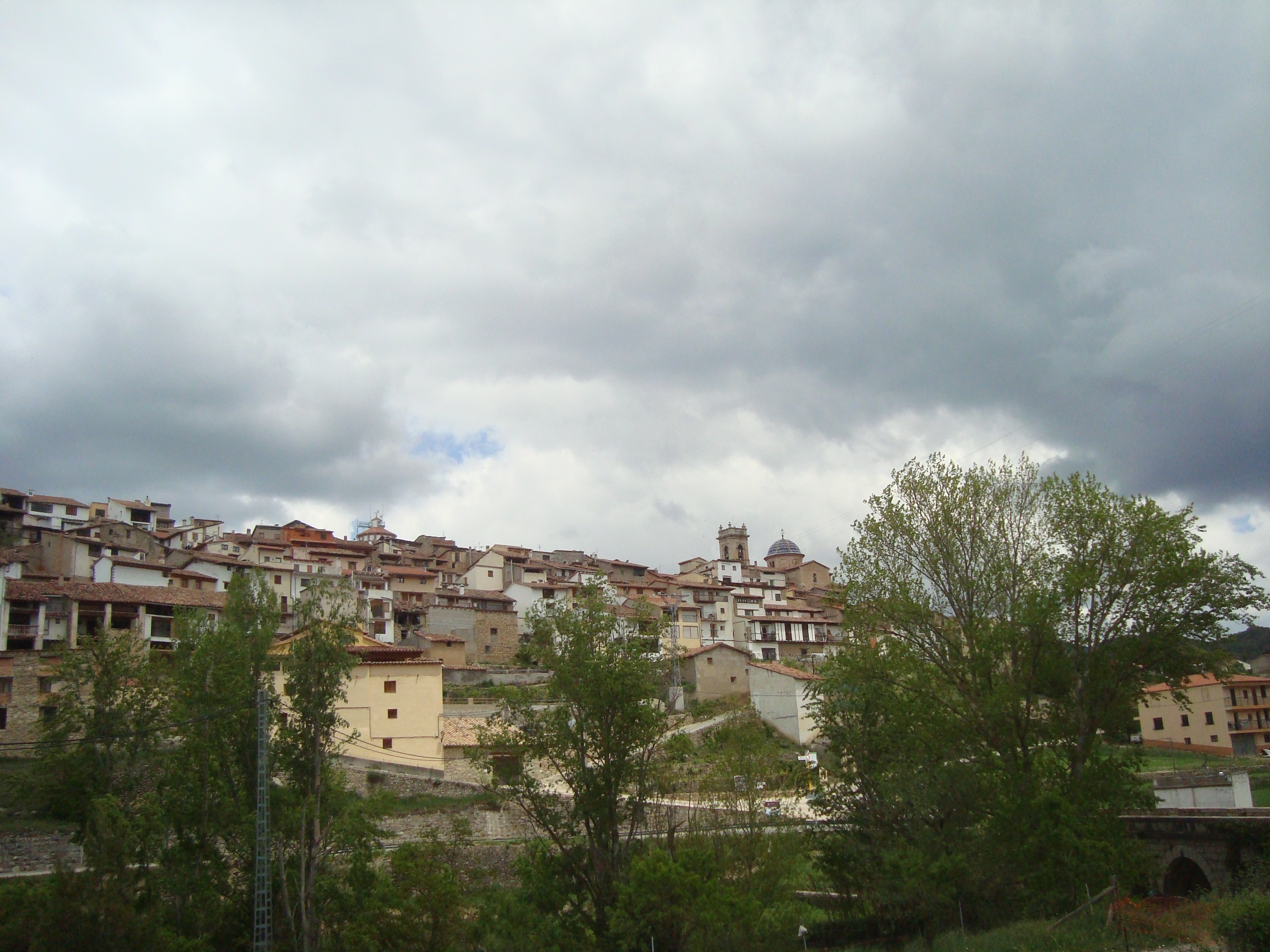
Sorita

Динаміка населення (INE ):

## Галерея зображень

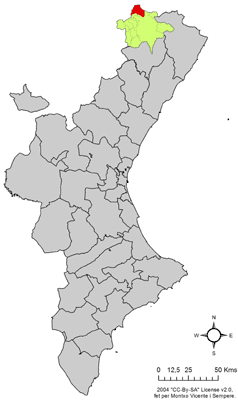
Розташування муніципалітету Соріта-дель-Маестрасго у автономній спільноті Валенсія
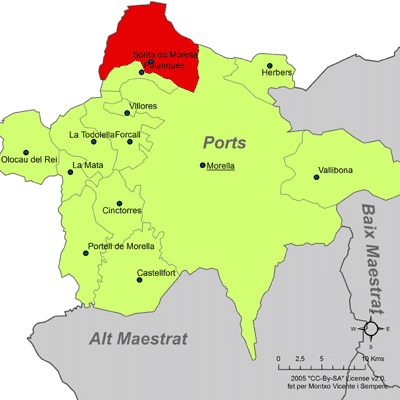
Розташування муніципалітету Соріта-дель-Маестрасго у комарці Лос-Пуертос-де-Морелья